# Smallville (2. évad)
Smallville-t a tornádók lerombolták, és Lana pont az útjukba került. Jonathan elveszett az erdőben, míg egy riportert üldözött, akinek bizonyítékai vannak Clark képességeit illetően.
Clark és Lana kapcsolata egyre mélyül, csak Whitney visszatérése vet rá árnyékot. Clark gátlásai egy új képesség megszerzése nyomán feloldódnak. Clark és bizalmasa, Pete ősrégi indiánbarlangokat fedeznek fel, amelyek talán választ adhatnak a származását illetően; és kapcsolatba kerül a kriptonit egy új formájával, amivel még többet tud meg az örökségéről; és végül a biológiai apjával is beszél, aki teljesen kiborítja és meghökkenti a fiatal szuperhőst.
Megpróbál Jor-El-lel szembesülni, de ennek hatása lesz a Kentekre is; Clark elmenekül Smallville-ből, magától és mindenki elől, aki ismeri és szereti. Lex megházasodik, de a nászútjukon egy pilóta nélküli repülőgépen ébred, amely éppen az óceánba zuhan.

## Az epizódok listája
| # | Epizód címe                        | Rendező          | Író                                           | Első amerikai sugárzás | Első magyar sugárzás |
| --- | ---------------------------------- | ---------------- | --------------------------------------------- | ---------------------- | -------------------- |
| 1 | Átjáró Vortex                      | Greg Beeman      | Philip Levens                                 | 2002. szeptember 24.   |                      |
| Clark kimenti Lanát a tornádóból és kórházba viszi. Mikor hazamegy, megtudja hogy az űrhajó eltűnt a viharpincéből, és hogy apja Roger Nixont üldözi a viharban. Lex-et gyötri az önvád, amiért habozott segíteni apján, aki kórházba került, elsietett döntése miatt pedig elveszítette a látását. Jonathan és Nixon megpróbálnak kijutni a kriptából, amibe akkor estek bele, mikor a tornádó egy lakókocsit dobott rájuk. Clark kimenti őket, mielőtt elfogyna a levegőjük, de a meteorkövek legyengítik. Nixon kihasználja a helyzetet és elrabolja Clarkot. Hirtelen Lex is felbukkan és megmenti Jonathan életét, mikor lelövi Nixont, aki meg akarta öli Jonathant. |                                    |                  |                                               |                        |                      |
| 2 | Hőség Heat                         | James Marshall   | Mark Verheiden                                | 2002. október 1.       |                      |
| Egy rekord hőhullám során Clarkban kifejlődik a hőlátás képessége, ami miatt irányíthatatlan hősugarak kezdenek áradni a szeméből. Lex elveszi feleségül Desiree Atkins-t, akit alig ismer. Desiree-ről kiderül, hogy a meteorkövekkel dúsított feromonok segítségével képes irányítani a férfiakat. Jonathan segítségével Clark felfedezi, hogyan képes irányítani új képességét. Desiree megpróbálja feromonjait Clarkot is használni. Mivel a fiú ellenáll annak, ráveszi Jonathant, hogy ölje meg Lex-et, hogy így örökség útján hozzájusson annak vagyonához. Clarknak sikerül megmentenie Lex-et, mielőtt Jonathan vagy Desiree kárt tehetne benne. |                                    |                  |                                               |                        |                      |
| 3 | Titok Duplicity                    | Steve Miner      | Todd Slavkin és Darren Swimmer                | 2002. október 8.       |                      |
| Miután Pete rátalál az űrhajóra egy kukoricatábla közepén, Clark a szülei tilalma ellenére elmondja az igazat barátjának. Pete reagálása miatt Clark kezdi megbánni ezt a döntését. Dr. Hamilton, aki a meteorkövek hatásától ugyanolyan rohamokban szenved mint Earl Jenkins, ellopja Clark űrhajóját. Mikor Lex nem akar hinni Hamiltonnak a űrhajóval kapcsolatban, az Lionel Luthorhoz fordul. Dr. Hamilton elrabolja Pete-et, hogy megtudja tőle, hogyan nyithatja fel a hajót. Clark idejében megérkezik, hogy megmentse Pete-et. Az összecsapás során Hamilton egyre súlyosabb rohamai végül végeznek vele. |                                    |                  |                                               |                        |                      |
| 4 | Vörös Red                          | Jeff Woolnough   | Jeph Loeb                                     | 2002. október 15.      |                      |
| Clark az apja akarata ellenére megvesz egy drága középiskolai gyűrűt. A gyűrű vörös meteorkövet tartalmaz, mely Clark tudatára van hatással. Clark gátlásai megszűnnek és teljesen kivetkőzik valódi önmagából. Tönkreteszi a Lanával való randevúját, mikor verekedést kezdeményez egy bárban. Mivel nem teszik neki, hogy szülei rákényszerítik a farmerfiú életet, úgy dönt képességeit vagyonszerzésre fogja felhasználni és fogja hagyni Smallville-t. Jonathan és Pete közös erővel megállítják Clarkot és leveszik róla a gyűrűt. Clark megpróbál bocsánatot kérni szüleitől, de Jonathan azt gyanítja, hogy Clark csak kimutatta a valódi érzéseit. Lana visszautasítja a fiú bocsánatkérését, mikor az nem tud magyarázatot adni tetteire. Eközben egy ismeretlen lányt egy idegen férfi üldözi miközben a rendőrség elől is menekül. |                                    |                  |                                               |                        |                      |
| 5 | A hódoló Nocturne                  | Rick Wallace     | Brian Peterson és Kelly Souders               | 2002. október 22.      |                      |
| Lanának titkos hódolója akad egy Byron nevű fiatalember személyében. Byronról kiderül, hogy a LuthorCorp egyik titkos kísérletének az alanya, melyet Lionel Luthor támogat. A Byron szüleivel való találkozás után Clark és Lana arra következtet, hogy szülei bántalmazzák Byront, és úgy döntenek, hogy meg kell menteniük őt. Mikor kiszabadítják Byront a szobájából, a napfény hatására a fiú egy agresszív, emberfeletti erejű teremtménnyé változik. Clark felkutatja Byront, akivel a harc során egy kútba esnek. A sötétség hatására Byron visszaváltozik, Clark pedig beviszi őt a kórházba. Martha eközben személyi asszisztensi állást vállal Lionel Luthor mellett. |                                    |                  |                                               |                        |                      |
| 6 | A történelem ismétli önmagát Redux | Chris Long       | Russel Friend és Garrett Lerner               | 2002. október 29.      |                      |
| Miután egy fiút kihúznak az iskola medencéjéből, aki néhány másodperc alatt hatvan évet öregedett, Clark és Chloe nyomozni kezdenek. Felfedezik, hogy az eset előzményei nyolcban évre nyúlnak vissza, a szálak pedig Chrissy „Missy” Parkerhez, egy másik diákhoz vezetnek. Lana rátalál az anyja egyik régi fényképére, melyen egy ismeretlen férfival látható. Miután megtudja, hogy a szülei egy rövid ideig külön életek, arra következtet, hogy a képen látható férfi a valódi vér szerinti apja. Új áldozat híján, Missy teste rohamosan öregedni kezd. Clarknak sikerül megakadályoznia, hogy végezzen az iskola új igazgatójával, ami miatt Missy végül elporlad. |                                    |                  |                                               |                        |                      |
| 7 | Leszármazás Lineage                | Greg Beeman      | Alfred Gough és Miles Millar                  | 2002. november 5.      |                      |
| Felbukkan egy Rachel Dunleavy nevű nő, aki azt állítja, hogy ő Clark vér szerinti anyja. Dunleavy elrabolja Lex-et és azzal fenyegeti meg Lionelt, hogy megöli a fiát, ha nem fedi fel az igazságot Clark örökbefogadásáról. Lana rátalál valódi apjára, Henry Smallra, akit azonban egyáltalán nem érdekel Lana. Jonathan elmondja Clarknak, hogy egykor üzletet kötött Lionel Luthorral, hogy Clark örökbefogadásakor senki se tegyen fel kérdéseket. Ennek az alkunak az eredményeképpen tudta Lionel könnyedén felvásárolni a Ross Creamed Corn üzemet. Rachel tanúja lesz, amint Clark a képességeit használja, ami rádöbbenti, hogy Clark nem lehet az ő fia. Lionel elárulja Lex-nek, hogy volt egy testvére, de a gyermek még csecsemő korában meghalt.                                                                                |                                    |                  |                                               |                        |                      |
| 8 | Ryan                               | Terrence O’Hara  | Philip Levens                                 | 2002. november 12.     |                      |
| Miután Ryant nagynénje pénzügyi okok miatt magára hagyja, a fiú felhívja Clarkot, hogy segítséget kérjen tőle. Clark kiszabadítja Ryant a Summerholt Intézetből, ahol a fiút kísérleteknek vetették alá, majd visszaviszi Smallville-be. Hamarosan kiderül, hogy a fiúnak agydaganata van, és már csak napja vannak hátra az életéből. |                                    |                  |                                               |                        |                      |
| 9 | Megtestesült tudathasadás Dichotic | Craig Zisk       | Mark Verheiden                                | 2002. november 19.     |                      |
| Ian, az iskola kitűnő tanulója képes megduplázni magát. Ezt a képességét arra használja, hogy több órán tudjon részt venni, és egyszerre randevúzik Lanával és Chloéval. Clark és Pete leleplezi Ian titkát, ami miatt a fiú megpróbálja megölni mindkét lányt.Clark azonban időben megmenti őket. Eközben Lex részt vesz egy dühkezelő tanfolyamon, ahol megismerkedik dr. Helen Bryce-al. |                                    |                  |                                               |                        |                      |
| 10 | Bőrbebújt Skinwalker               | Marita Grabiak   | Mark Warshaw, Brian Peterson és Kelly Souders | 2002. november 26.     |                      |
| Clark a LuthorCorp építkezési területe alatt rátalál az amerikai őslakosok egyik barlangjára, melynek falán földönkívüli szimbólumok találhatóak. Egy helyi őslakos, Joseph Willowbrook, és az unokája, Kyla, elmesél egy régi indián történetet, mely Clark életét tükrözi vissza. Kyla testváltó képességét felhasználva próbálja megmenteni a földet, és elijeszteni a Luthorokat. Mikor azonban rátámad Lionelre, halálosan megsebesül. Közben kiderül, hogy Harry Small valóban Lana vér szerinti apja. Lana hírt kap Whitney-ről, aki egy bevetés közben eltűnt. |                                    |                  |                                               |                        |                      |
| 11 | Ábrázat Visage                     | William Gereghty | Todd Slavkin és Darren Swimmer                | 2003. január 14.       |                      |
| Whitney Fordman mindenki meglepetésére visszatér a tengerentúlról. Azt állítja, hogy egy csata miatt emlékezetkiesése lett. Mintha nem is olvasta volna Lana levelét, melyben a lány véget vetett a kapcsolatuknak, Whitney ismét udvarolni kezd a Lanának. Lana nem akar fájdalmat okozni neki a szakítással, de eközben Clark felfedezi, hogy Whitney valójában az alakváltó Tina Greer. Tina Lana meteorkő-nyakláncával harcképtelenné teszi Clarkot, akit végül az űrhajója ment meg. Clark ismét megpróbálja megállítani Tinát, aki a kettejük közötti harc során halálosan megsebesül. |                                    |                  |                                               |                        |                      |
| 12 | Lázadás Insurgence                 | James Marshall   | Kenneth Biller és Jeph Loeb                   | 2003. január 21.       |                      |
| Miután Lex-et apja megelőzi egy vállalat megszerzésében, felfedezi hogy Lionel lehallgatja őt. Lex ezért szintén poloskákat akar elhelyeztetni a LuthorCopr központjában, de mikor megtudja, hogy Martha és Lionel éppen oda tartanak, lefújja az akciót. A csapatnak azonban valójában lopni akar a cégtől. Lionelt és Marthát túszul ejtik a behatolók. Martha az események során megtudja, hogy Lionel aktát vezet Clarkról és hogy finomított meteorkőtömbök is a birtokában vannak. Clarknak sikerül bejutnia az épületbe, hogy megmentse anyját, eközben pedig megsemmisíti a róla szóló aktákat, Martha pedig elveszi az űrhajó kulcsát, ami szintén Lionel birtokában volt. |                                    |                  |                                               |                        |                      |
| 13 | Ki a tettes? Suspect               | Greg Beeman      | Mark Verheiden és Philip Levens               | 2003. január 28.       |                      |
| Lionelt lövés éri saját birtokán, a lista pedig igen hosszú, hogy ki akarhatta megölni őt. Jonathant eszméletlenül találják a furgonjában egy üveg tequilával és a támadáshoz használt fegyverrel, így ő lesz a bűntény fő gyanúsítottja. Clark és Pete nyomozása végül tisztázza Jonathant és leleplezi a valódi tettest, Ethan seriffet. |                                    |                  |                                               |                        |                      |
| 14 | A barlang Rush                     | Rick Rosenthal   | Todd Slavkin és Darren Swimmer                | 2003. február 4.       |                      |
| Pete és Chloe parazitákkal fertőződik meg, amik önveszélyes viselkedést váltanak ki belőlük. Eközben Clark randevút kér Lanától. Chloe furcsa viselkedését Clark először féltékenységnek véli, de később Pete a vörös meteorkő segítségével bírja rá Clarkot, hogy csatlakozzon hozzájuk. Miközben Chloe megpróbálja elcsábítani Clark, a fiú véletlenül kikerül a vörös kő hatása alól és visszatér a normális ítélőképessége. Clarknak végül sikerül mindkét barátját a kórházba vinnie. Lex felfogadja dr. Frederick Waldent, hogy fejtse meg a Kawatche-barlang falán található szimbólumokat. |                                    |                  |                                               |                        |                      |
| 15 | Tékozló Prodigal                   | Greg Beeman      | Brian Peterson és Kelly Souders               | 2003. február 11.      |                      |
| Lex megtudja, hogy féltestvére, Lucas életben van. Lionel arra használja fel a fiút, hogy az kitúrja Lex-et a vagyonából és így ne tudja átvenni a LuthorCorp vezetését. Az elszegényedett Lex a Kent családhoz költözik. Lucas nem ért egyet Lionel terveivel és arra is rájön, hogy Lionel csak színleli a vakságát. Lex-nek végül sikerül lelepleznie apja hazugságait és visszaszereznie a vagyonát. |                                    |                  |                                               |                        |                      |
| 16 | Járvány Fever                      | Bill Gereghty    | Matthew Okumura                               | 2003. február 18.      |                      |
| Martha, miközben a viharpincében rejti el Clark űrhajójának a kulcsát belélegzi a zöld meteorkőport és megbetegszik. A Kent farmot karantén alá helyezik és a kulcsra is rátalálnak. Clark a meteorkőportól szintén megbetegszik. Amíg eszméletlenül fekszik, Chloe bevallja neki, hogy valójában mit is érez iránta, de Clark önkívületében csak Lanát szólítja. Clark vérmintájának vizsgálata után dr. Helen Bryce rájön, hogy Clark nem ember. Miután az űrhajó eltávolítja a mérgezést Martháról kiderül, hogy várandós. |                                    |                  |                                               |                        |                      |
| 17 | Rosetta                            | James Marshall   | Alfred Gough és Miles Millar                  | 2003. február 25.      |                      |
| Clark behelyezi a kulcsot a barlang falán található nyílásba, aminek hatására „áttöltődik” belé a tudás, és képessé válik elolvasni a falon látható szimbólumokat. Dr. Walden megtalálja a kulcsot és ő is felhasználja, de az információ, amit megszerez túl soknak bizonyul az emberi agy számára és kómába esik. Otthon Clark hőlátása elszabadul és egy kriptoni jelet éget a pajta ajtajába. A fiút értesíti egy dr. Virgil Swann (Christopher Reeve) nevű férfi, akitől Clark tudomást szerez Kripton nevű szülőbolygójáról. A kulcsot a hajóba illesztve Clark felfedez egy rejtett üzenetet a vér szerinti apjától, Jor-Eltől, amiben az azt állítja, hogy Clarknak az a sorsa, hogy meghódítsa a Földet. |                                    |                  |                                               |                        |                      |
| 18 | Látogató Visitor                   | Rick Rosenthal   | Philip Levens                                 | 2003. április 15.      |                      |
| Az iskolában az egyik tanuló, Cyrus, hasonló képességeket mutat, mint amilyeneket Clark birtokol. Clark megtudja, hogy Cyrus azt hiszi, hogy egy földönkívüli, aki a meteorzápor alatt érkezett a Földre. Clark kételkedni kezd dr. Swann szavaiban, miszerint ő az egyetlen kriptoni a bolygón. Cyrus megmutatja Clarknak azt az adótornyot, amivel földönkívüli szüleivel akar kapcsolatba lépni, de végül kiderül, hogy Cyrus egyáltalán nem földönkívüli. Dr. Helen Bryce ígértet tesz Marthának, hogy senkinek nem fogja elárulni, hogy Clark nem ember. |                                    |                  |                                               |                        |                      |
| 19 | Szakadék Precipice                 | Thomas J. Wright | Clint Carpenter                               | 2003. április 22.      |                      |
| Mikor Lanát molesztálni kezdi egy főiskolás diák, Andy Conners, Clark elveszíti az önuralmát, és látszólag megsebesíti a fiút. Mikor a Kent családot beperelik a sérülés miatt, Clarknak kétségei támadnak önmagában és képességeiben, miközben megpróbál valahogy kiutat találni a perből. Helen volt barátja megérkezik a városba, és megpróbálja visszaszerezni a nőt. Mikor a nő visszautasítja a közeledését a férfi leszúrja Helent. Clark rájön, hogy Andy valójában nem is sérült meg, de bizonyítékot nem tud rá szerezni. Lana segítségének köszönhetően Andy megalázottan visszavonja a feljelentést. Eközben Lex bosszúból majdnem megöli a férfit, aki megsebesítette Helent. |                                    |                  |                                               |                        |                      |
| 20 | A tanú Witness                     | Rick Wallace     | Mark Verheiden                                | 2003. április 29.      |                      |
| Egy csapat tolvaj elrabolja a LuthorCorp egy szállítmány finomított zöld meteorkövét. Clark tanúja lesz a rablásnak, de a tolvajok felülkerekednek rajta. Kiderül, hogy a rablók folyékony kriptonitot állítanak elő, melyet beinhalálva emberfeletti testi erőre tesznek szert. Lionel felajánlja, hogy állást szerez Chloénak a Daily Planet-nél, ha a lány egy leleplező cikket ír Clarkról. |                                    |                  |                                               |                        |                      |
| 21 | Akceleráció Accelerate             | James Marshall   | Todd Slavkin és Darren Swimmer                | 2003. május 6.         |                      |
| Lana azt hiszi, hogy szellemeket lát, mikor egy régi gyermekkori barátnője, Emily Eve Dinsmore, aki hat évvel azelőtt meghalt, megjelenik előtte. Clark rájön, hogy a gyermek nem szellem, hanem valódi, aki csupán olyan gyorsan mozog, hogy úgy néz ki mintha a semmiből tűnne elő és képes a falakon is átjárni. Clark azt is kideríti, hogy Emily-t az apja tartja fogságban zöld meteorkövek segítségével. A kislány klónja csak abban különbözik az igazi Emily-től, hogy nincsenek erkölcsi gátlásai, ami Lanát is veszélybe sodorja. Mindeközben Lex a Helennel való esküvőjére készülődik. |                                    |                  |                                               |                        |                      |
| 22 | A hívás Calling                    | Terrence O’Hara  | Kenneth Biller                                | 2003. május 13.        |                      |
| Dr. Walden felébred a kómából és elmondja Lex-nek és Lionelnek, hogy Clark egy földönkívüli, akit el kell pusztítaniuk. Clark és Lana romantikus pillanata hamar elmúlik, mikor Chloe megtudja, hogy azok randevúzni kezdtek. Lex esküvői próbáján Clark furcsa hangokat hall a viharpincéből, amik őt szólítják. |                                    |                  |                                               |                        |                      |
| 23 | Exodus                             | Greg Beeman      | Alfred Gough és Miles Millar                  | 2003. május 20.        |                      |
| Jor-El, Clark vér szerinti apjának üzenete értesíti fiát, hogy ideje elhagynia Smallville-t. Clark nem akarja elhagyni a családját és a barátait, ezért ellopja Lionel másolatát a hajó kulcsáról, mely finomított zöld meteorkőből készült, és ezzel elpusztítja a hajót. A robbanás következtében a várandós Martha elveszíti a gyermekét. Az önvád hatására Clark úgy dönt, hogy elhagyja a várost. Lex a nászútját arra ébred, hogy a magánrepülőgépéről a pilóta és Helen is eltűnt. |                                    |                  |                                               |                        |                      |